# Wassil Warabjou
Wassil Aljaksandrawitsch Warabjou (belarussisch Васіль Аляксандравіч Варабёў, wiss. Transliteration Vasil' Aljaksandravič Varabjoŭ; * 25. Mai 1971 in Minsk) ist ein ehemaliger belarussischer Freestyle-Skier. Er war auf die Disziplin Aerials (Springen) spezialisiert.

## Werdegang
Warabjou startete im Januar 1990 in Mont Gabriel erstmals im Freestyle-Skiing-Weltcup, wobei er den 26. Platz errang. In den folgenden Jahren belegte er bei den Weltmeisterschaften 1993 in Altenmarkt-Zauchensee den siebten Platz, bei den Olympischen Winterspielen 1994 in Lillehammer den 13. Rang und bei den Weltmeisterschaften 1995 in La Clusaz den zehnten Platz. Zudem erreichte er in der Saison 1994/95 im Weltcup seine ersten Top-Zehn-Platzierungen, darunter Platz drei in Tignes und zum Saisonende den 37. Platz im Gesamtweltcup sowie den 13. Rang im Aerials-Weltcup. Nachdem Plätzen 25, 15 sowie 21 zu Beginn der Saison 1995/96, kam er in Lake Placid auf den dritten Platz und holte in Breckenridge seinen ersten Weltcupsieg. Es folgten fünf weitere Top-Zehn-Ergebnisse und zum Saisonende der 22. Platz im Gesamtweltcup sowie der siebte Rang im Aerials-Weltcup. Bei den Weltmeisterschaften 1997 im Iizuna Kōgen Sukī-jō sprang er auf den 22. Platz. In der Saison 1997/98 siegte er in Mont-Tremblant erneut im Weltcup und errang zum Saisonende den 17. Platz im Aerials-Weltcup. Zudem kam er in Châtel mit dem vierten Platz letztmals im Weltcup unter die ersten Zehn. Beim Saisonhöhepunkt, den Olympischen Winterspielen 1998 in Nagano, belegte er erneut den 13. Platz. Im folgenden Jahr wurde er bei den Weltmeisterschaften in Meiringen-Hasliberg Vierter. Letztmals international startete er bei den Weltmeisterschaften 2001 in Whistler, wobei er den 25. Platz errang.

## Erfolge

### Olympische Spiele
- 1994 Lillehammer: 13. Platz Aerials
- 1998 Nagano: 13. Platz Aerials

### Weltmeisterschaften
- 1993 Altenmarkt: 7. Platz Aerials
- 1995 La Clusaz: 10. Platz Aerials
- 1997 Iizuna Kōgen: 22. Platz Aerials
- 1999 Meiringen-Hasliberg: 4. Platz Aerials
- 2001 Whistler: 25. Platz Aerials

### Weltcupsiege
Warabjou nahm an 48 Weltcups teil und erreichte 16 Top-Zehn-Platzierungen sowie vier Podestplatzierungen.
| Datum           | Ort            | Land               | Disziplin |
| --------------- | -------------- | ------------------ | --------- |
| 20. Januar 1996 | Breckenridge   | Vereinigte Staaten | Aerials   |
| 10. Januar 1998 | Mont-Tremblant | Kanada             | Aerials   |

### Weltcupwertungen
| Saison    | Gesamt | Gesamt | Aerials | Aerials |
| Saison    | Platz  | Punkte | Platz   | Punkte  |
| --------- | ------ | ------ | ------- | ------- |
| 1991/92   | 2      | 108.   | 13      | 39.     |
| 1992/93   | 15     | 89.    | 92      | 32.     |
| 1993/94   | 13     | 95.    | 104     | 33.     |
| 1994/95   | 56     | 37.    | 444     | 13.     |
| 1995/96   | 76     | 22.    | 684     | 7.      |
| 1996/97   | 36     | 62.    | 288     | 24.     |
| 1997/98   | 53     | 41.    | 316     | 17.     |
| 1998/99   | 15     | 57.    | 44      | 26.     |
| 1999/2000 | 21     | 54.    | 84      | 26.     |
| 2000/01   | 10     | 74.    | 40      | 34.     |